# اريديوم 33
إيريديوم 33 هو قمر صناعي أمريكي للاتصالات أطلقته روسيا لصالح شركة اتصالات إيريديوم. أُطلق القمر إلى مدار أرضي منخفض من الموقع 81/23 في 14 سبتمبر 1997 من قاعدة بايكونور الفضائية في الساعة 01:36 بالتوقيت العالمي المنسق (توقيت غرينيتش) بواسطة صاروخ بروتون- K [الإنجليزية]، رتب عملية الإطلاق شركة خدمات الإطلاق الدولية. تم تشغيل القمر في المستوى 3 من كوكبة أقمار إيريديوم الاصطناعية، وكانت العقدة المدارية له تبلغ 230.9 درجة.

## المهمة
كان إيريديوم 33 جزءًا من شبكة اتصالات تجارية تتكون من مجموعة من 66 مركبة فضائية في المدار الأرضي المنخفض. يستخدم النظام تردد (L-Band) لتوفير خدمات اتصالات عالمية من خلال الأجهزة المحمولة. بدأت الخدمة التجارية في عام 1998. يستخدم النظام أيضا محطات أرضية مع مجمع تحكم رئيسي يقع في لاندداون [الإنجليزية] في فيرجينيا، وهناك نسخة احتياطية في إيطاليا، بالإضافة إلى مركز هندسي ثالث في تشاندلر في أريزونا.

## المركبة الفضائية
كانت المركبة الفضائية مستقرة بثلاثة محاور وزودت بنظام دفع يعمل بالهيدرازين. تحتوي المركبة الفضائية على لوحين شمسيين بمفصلة ذات محور واحد. يعمل النظام بتردد L-Band باستخدام FDMA / TDMA لتوفير صوت بسرعة 4.8 كيلوبت في الثانية والبيانات بسرعة 2400 بت في الثانية بهامش 16 ديسيبل. يحتوي كل ساتل على 48 حزمة موضعية [الإنجليزية] لتغطية الأرض ويستخدم نطاق Ka-Band للارتباطات المتقاطعة والقيادة الأرضية.

## التَحطُم
في 10 فبراير 2009 عند الساعة 16:55 بتوقيت جرينيتش وعلى ارتفاع حوالي 800 كيلومتر، اصطدم اريديوم 33 بالقمر الصناعي السوفيتي كوزموس 2251 [الإنجليزية] (1993-036A) الخارج عن الخدمة مما أدى إلى تدمير كلا القمرين. ذكرت وكالة ناسا أن كمية كبيرة من الحطام الفضائي نتجت عن الاصطدام، حوالي 1347 قطعة حطام من قمر (كوزموس 2251) و528 قطعة حطام من (إيريديوم 33).